# Ariadnaria
Genre
Synonymes
- Ariadna P. Fischer, 1864[1]

Ariadnaria est un genre de mollusques gastéropodes appartenant à la famille des Capulidae. L'espèce-type est Ariadnaria borealis.

## Liste d'espèces
Selon World Register of Marine Species (28 septembre 2017) :
- Ariadnaria acutiminata (Golikov & Gulbin, 1978)
- Ariadnaria alexandrae Egorov & Alexeyev, 1998
- Ariadnaria borealis (Broderip & G. B. Sowerby I, 1829)
- Ariadnaria densecostata Golikov, 1986
- Ariadnaria hirsuta (Golikov & Gulbin, 1978)
- Ariadnaria insignis (Middendorff, 1848)